# Gammel Dansk
Gammel Dansk, eller Bitter Dram, är en dansk bitter spritdryck av kryddat brännvin. Produktionen sker sedan 2015 inte i Danmark, utan i Norge. Gammel Dansk serveras rumstempererat i små glas, ofta som aperitif men även som digestif. Alkoholhalten är 38 volymprocent.

## Historia
År 1961 fick dåvarande produktionschefen för De Danske Spritfabriker i Roskilde, Jørgen Ketil (J.K) Asmund, i uppdrag att framställa en bitter spritdryck. Tre krav ställdes. Den skulle vara en dram (snaps) och den skulle vara mjuk, men ändå en bitter. Asmund och hans medarbetare började forska i gamla texter om bitter och efter tre års finjustering av olika örtkombinationer där en smakpanel fick ge olika poäng formades den Gammel Dansk som säljs idag. Gammel Dansk stod på butikshyllorna för första gången 1964.
Jørgen Ketil Asmund ligger även bakom drycker som Porse-snapps, Den Tapre Landsoldat och Krabask. Jørgen Ketil Asmund dog i januari 2013, han blev 97 år gammal.
De Danske Spritfabriker A/S producerade Gammel Dansk i Roskilde fram till 1994, när produktionen flyttades till Ålborg. Företaget togs över av den norska ArcusGruppen 2012. 2015 lades den danska produktionen ner och drycken tillverkas numera vid Gjelleråsen i Norge.

## Innehåll
Det exakta receptet för Gammel Dansk är hemligt. Det består enligt tillverkaren av 29 olika örter, kryddor och blomster från hela världen, där en av grundingredienserna är rönnbär. En annan viktig ingrediens är gentianarot som har en bittersöt smak och har varit förknippad med välbefinnande och hälsa i flera århundraden. Andra ingredienser är bland annat muskotnöt, anis och ingefära.

## Varianter
Två varianter av Gammel Dansk har tidigare förekommit på marknaden, Gammel Dansk Citrus Bitter och Gammel Dansk Asmund Special (lanserad 2008), men dessa varianter produceras inte längre.
2014 lanserades Gammel Dansk Chili & Lakrids Shot, som är sammansatt av samma 29 ingredienser som Gammel Dansk Bitter Dram, men med en annan smakbalans. Bitterheten är nedtonad och drycken har en framträdande smak av söt lakrits. En ytterligare ingrediens har lagts till. Det är chili, som ger drycken en varm eftersmak. Alkoholhalten är 38 volymprocent.
2018 lanserades Gammel Dansk Honning & Lakrids Halvbitter. Som framgår av namnet är den något mindre bitter än Gammel Dansk Bitter Dram och har nya smaktoner av honung och lakrits. Alkoholhalten är 30 volymprocent.

## Priser och utmärkelser
- 2002 placerade sig Gammel Dansk på andra plats i den internationella vin- och sprittävlingen (IWSC) i London.
- 2001 röstades Gammel Dansk fram som ett av Danmarks 50 största varumärken.